# 施有方
施有方（?—?），雲南省雲南府昆明縣人，清朝政治人物、進士出身。
光緒二十年（1894年），参加光緒甲午科殿試，登進士二甲96名。同年五月，授内阁中书。